# Thomas Appleby
Thomas Appleby (1488 circa – 1563) è stato un compositore e organista inglese di musica sacra del Rinascimento.

## Biografia
Pochissimo si conosce della prima parte della sua vita e della sua attività professionale. Fu Informator Choristarum (preparatore dei ragazzi del coro) al Magdalen College di Oxford dal 1539 al 1541, nel cui incarico gli succedette John Sheppard. Appleby fu anche organista e istruttore dei cantori alla Cattedrale di Lincoln nel periodo 1538-1539 e 1541-1562.